# Standard Flying Fourteen
La Standard Flying Fourteen est une automobile produite par le constructeur anglais Standard Motor Company de 1936 à 1940, annoncée en octobre 1936. Les autres modèles Flying Standard avaient été annoncés douze mois plus tôt. Un Standard est un drapeau, et la référence aux drapeaux flottants au vent se rapporte aux capacités de la voiture annoncées par les publicités.

## Carrosseries
La Flying Standard Fourteen est une berline quatre portes cinq places avec une douce carrosserie fusiforme. À partir de mars 1937, le même véhicule est présenté en "Berline de Tourisme" avec une augmentation de l'espace des bagages pour voyager "et le week-end, les clubs de golf". Les deux carrosseries avaient un empattement de 2,74m et un moteur quatre cylindres à soupapes latérales de 1.776 cm³. Une variante cabriolet est également disponible au catalogue et en outre une carrosserie spéciale par Avon est disponible comme d'habitude sur tous les modèles Standard.
Les larges sièges arrière (1,35m) reçoivent plus d'espace pour les genoux par des renfoncements dans le dos des sièges avant. L'équipement standard luxueux comprend des tables pliantes à l'arrière. Une ventilation sèche vient en faisant pivoter des bouches. Il y a des sièges baquets indépendants à l'avant, une banquette est disponible sur demande. Les deux sièges et les pédales sont réglables. La colonne de direction est télescopique. Un toit coulissant encastré est fourni. Des avertisseurs à corne Lucas Mellotone peuvent être ajustés pour la ville ou la campagne. La luxueuse sellerie est inusable.
La calandre de radiateur classique en forme de bouclier a été remplacée par un modèle chromé à barres verticales "en cascade" en juillet 1937, plus tôt sur certains autres modèles Flying Standard.

## Moteur
Le moteur est un quatre cylindres en ligne de 1 776 cm3, avec un alésage de 73 mm et une course de 106 mm. La culasse détachable est en aluminium. C'est un moteur à soupapes latérales avec une faible compression de 6,5 à 1, alimenté par un carburateur Solex et une pompe mécanique. Il est refroidi par eau et produit 49 ch à 4 000 tr/min, soit 37 kW, ce qui lui donne une puissance fiscale de 13,23 cv

## Châssis
Le moteur, l'embrayage et la boîte de vitesses forment un bloc unique fixé en trois points par des Silentbloc en "live caoutchouc" avec un calage de roulement à l'avant du volant d'inertie. La suspension se fait par de longs ressorts semi-elliptiques à chaque coin de la voiture, contrôlés par des amortisseurs à bras Luvax et une barre de torsion à l'avant. Le châssis est monté sur des pneus de grande section. La roue de rechange est rangée dans un compartiment séparé en dessous du coffre à bagages. Des vérins hydrauliques permanents sont intégrés dans le châssis. Les deux ressorts et le châssis passent sous l'essieu arrière. L'arbre de propulsion à aiguilles entraîne un essieu arrière semi-flottant. L'engrenage final est en spirale.

## Essai routier
Lors du test, le journal The Times signala que, bien que le moteur ne soit pas aussi doux qu'un six-cylindres, la voiture est robuste et les contrôles faciles à utiliser. Le pare-brise pouvait s'ouvrir suffisamment pour fournir au conducteur une vue directe.

## Jaguar
Le moteur et la transmission de la Fourteen ont été utilisés par la Jaguar 1½ Litre rétrospectivement nommée Jaguar Mk IV.
|  |  |

|  |  |

## Standard Ensign 1957
Un nouveau modèle introduit au octobre 1957 au salon de l'auto, le Standard Ensign, une Vanguard avec les niveaux d'équipement réduits a un moteur de 1.670 cm³ et une boîte à quatre vitesses avec un populaire levier de vitesses au plancher. Le moteur est moins puissant que la Vanguard, mais la voiture est beaucoup plus légère et  The Times la considéra comme une voiture extraordinairement attrayante par rapport aux Flying Standard Fourteen d'avant-guerre.